# Enskede-Årsta-Vantör

Enskede-Årsta-Vantör

Enskede-Årsta-Vantör è una delle 14 circoscrizioni amministrative di Stoccolma, in Svezia.

## Geografia
È situata a sud rispetto al centro cittadino della capitale svedese, e la sua superficie è suddivisa nei seguenti quartieri:

Enskedefältet, Enskede gård, Gamla Enskede, Johanneshov, Stureby, Årsta, Östberga, Bandhagen, Högdalen, Örby, Rågsved e Hagsätra.
Enskede-Årsta-Vantör è nata ufficialmente il 1º gennaio 2007, in seguito all'unione delle circoscrizioni di Enskede-Årsta e Vantör che erano in precedenza separate.
Al 31 dicembre 2007 la popolazione ammontava a 85.084 persone.